# Зіркогляд
Зіркогляд, або звізда́р (Uranoscopus) — рід риб родини зіркоглядових, який містить 23 види:
- Uranoscopus affinis
- Uranoscopus albesca
- Uranoscopus archionema
- Uranoscopus bauchotae
- Uranoscopus bicinctus — Зіркогляд мармуровий
- Uranoscopus cadenati
- Uranoscopus chinensis — Зіркогляд китайський
- Uranoscopus cognatus
- Uranoscopus crassiceps
- Uranoscopus dahlakensis
- Uranoscopus dollfusi — Зіркогляд Долльфю
- Uranoscopus filibarbis
- Uranoscopus fuscomaculatus
- Uranoscopus guttatus
- Uranoscopus japonicus — Зіркогляд японський
- Uranoscopus kaianus
- Uranoscopus marisrubri
- Uranoscopus marmoratus
- Uranoscopus oligolepis
- Uranoscopus polli
- Uranoscopus scaber — Зіркогляд звичайний
- Uranoscopus sulphureus — Зіркогляд світлооблямистий
- Uranoscopus tosae